# 感応寺 (堺市)
感応寺（かんのうじ。正式には「感應寺」）は、大阪府堺市南区にある日蓮宗の寺。上神谷妙見（にわだにみょうけん）と通称される。山号は妙見山、本尊は妙見菩薩。旧本山は、堺妙国寺。堺法縁。

## 概要
伝承によれば、645年（大化元年）、唐の僧・法道仙人が北辰（ほくしん、北極星）の霊示を受けて刻んだ、妙見菩薩の像をこの地に安置したのが感応寺の起こりであるという（なお、法道仙人については、唐でなく天竺（インド）の仙人とするのが一般的な伝承である）。その後は尊星降臨（そんしょうこうりん）の霊場となったという。
妙見堂の側壁には、﨔の一刀彫の彫刻が施されている。地元では、所在地の地名をとって「上神谷の妙見さん」と呼ばれている。摂津国の能勢妙見 、河内国の星田妙見とともに「大阪府三大妙見」とも称されるが、交通の便が悪いことなどから知名度は低い。
毎年8月16日に行われる「万灯供養」は、多数の灯籠に火がともり幻想的な風景がみられる。

## その他
- 南海泉北線泉ヶ丘駅から、泉北考古資料館、桜井神社、フォレストガーデンなどを通って鉢ヶ峯の法道寺まで向かうハイキングコースが、堺市によって整備されている。感応寺もハイキングルートの中に含まれている。

## 関連資料
- 日蓮宗寺院大鑑編集委員会『宗祖第七百遠忌記念出版 日蓮宗寺院大鑑』大本山池上本門寺 (1981年)